# Carlo Brighi
Carlo Brighi (né à Savignano sul Rubicone le 14 octobre 1853 et mort à Forlì le 2 novembre 1915) est  un violoniste et compositeur italien. Connu sous le nom de « Zaclén  », surnommé « Le premier Strauss de la Romagne », il est considéré comme le fondateur de la musique de danse romagnole.

## Biographie
Carlo Brighi, qui est le fils  d'un cordonnier passionné de violon, commence à étudier le violon comme autodidacte, puis complète sa formation avec trois professeurs : le clarinettiste Ferdinando Pedretti, le chef d'orchestre Dionisio Abbati et Antonio Righi, professeur de violon à Cesena. Son talent l'amène rapidement à jouer dans des opéras, où il interprète de la musique « cultivée » sous la direction de grands chefs comme Arturo Toscanini, mais aussi dans les salles de danse locales où il se consacre à la musique de bal.
En 1890 il abandonne la musique classique pour créer son orchestre, créant une nouvelle musique qui se propage dans toute la Romagne. Sa musique d'un nouveau genre connaît un succès immédiat et est imitée par les violonistes et chefs d'orchestre, dont Secondo Casadei, qui s'est formé dans l'orchestre fondé par Carlo et dirigé à sa mort par son fils aîné Emilio Brighi.
Au cours de sa carrière, Carlo Brighi a écrit environ 1 200 compositions musicales.